# Equilibrio invertido de brazos

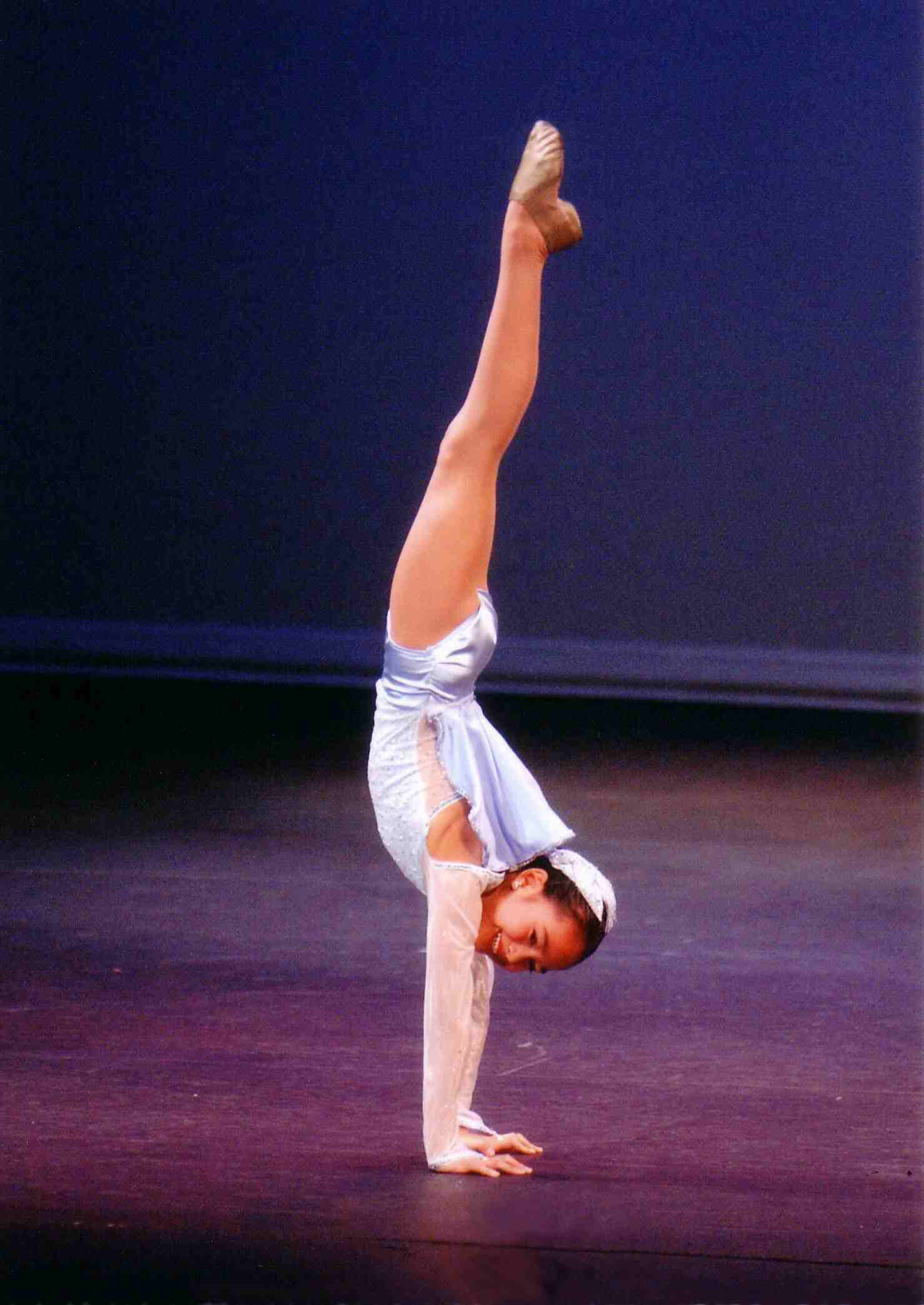
Equilibrio invertido de brazos.

El equilibrio invertido de brazos o equibrio invertido de brazoses un ejercicio gimnástico (o habilidad gimnástica) que consiste en poner el cuerpo verticalmente con los pies hacia arriba, apoyando las manos en el suelo.
La parada de manos con apoyo de cabeza es una variante de la parada de manos en la cual se utiliza la cabeza como apoyo en lugar de las manos. Esta es una posición más avanzada que requiere de fuerza, equilibrio y control del cuerpo.

## Modalidades de ejercicio
Existen diferentes modalidades que facilitan la realización de este ejercicio, como el pino con pared, en el que la cabeza hace el tercer punto de apoyo adicional, y por lo tanto facilita el equilibrio.

### Procedimiento sin apoyo
Es el más habitual. Para realizar este equilibrio invertido de brazos, se debe iniciar de pie. A continuación, se apoyan las manos en el suelo, paralelas una con respecto a otra, y perpendiculares al resto del cuerpo sin que una mano esté más avanzada o retrasada de la otra. Una vez colocado este apoyo, se debe dar un impulso con una de las piernas, y luego avanzar la otra verticalmente, de manera que las dos piernas queden paralelas entre sí y totalmente estiradas en posición vertical. De esta manera, se consigue el equilibrio en posición invertida. La mirada debe mantenerse fija hacia las manos, y los músculos abdominales contraídos.